# Аневризма аорты
Аневри́зма ао́рты (лат. aneurysma aortae) — расширение участка аорты, обусловленное патологическим изменением соединительнотканных структур её стенок вследствие атеросклеротического процесса, воспалительного поражения, врождённой неполноценности или механических повреждений аортальной стенки.

## Этиология
Самыми частыми причинами возникновения аневризмы аорты являются атеросклероз и сифилис. В настоящее время на первое место среди причин развития аневризмы аорты вышел её атеросклероз, что связано с успехами в лечении сифилиса и увеличением средней продолжительности жизни. Ранее сифилис чаще являлся причиной развития аневризмы грудного отдела аорты, в то время как атеросклероз чаще приводил к формированию аневризмы брюшного отдела. Другими причинами развития аневризмы аорты являются медионекроз и неспецифический аортоартериит (синдром Такаясу). Возможны также травматические аневризмы (например, после закрытой травмы живота) и ложные аневризмы анастомозов после операций на аорте. В медицинской литературе также встречается описание аневризм аорты микотического происхождения.